# Błogoszcz
Błogoszcz – wieś w Polsce położona w województwie mazowieckim, w powiecie siedleckim, w gminie Siedlce. Ma status sołectwa. Przez wieś przebiega droga powiatowa Golice - Pruszyn oraz Błogoszcz - Stok Lacki.
W latach 1975–1998 miejscowość administracyjnie należała do województwa siedleckiego.
Od czerwca 1985 roku funkcjonuje w miejscowości Ochotnicza Straż Pożarna. Inicjatorkami jej powstania były mieszkanki wsi.
Wierni Kościoła rzymskokatolickiego należą do parafii św. Mikołaja w Pruszynie.